# Мошенничество в шахматах
Мошенничество в шахматах (также жульничество или читерство) — намеренное нарушение правил игры в шахматы или другое неэтичное поведение, целью которого является дать несправедливое преимущество игроку или его команде.
Существует множество форм мошенничества. Оно может иметь место до, во время или после партии. Наиболее часто встречаются сговор с кем-то из наблюдающих за игрой или соперником, использование удалённых компьютеров, манипуляции с рейтингом, нарушения правила «тронул — ходи» и договорная ничья. При этом ряд практик не описаны в правилах напрямую, поэтому некоторыми могут рассматриваться как допустимые, а другими — как мошеннические.
Статья 12.1 правил ФИДЕ гласит, что «игроки не должны делать ничего, что нанесёт вред репутации игры в шахматы». Например, намеренный возврат взятой ранее пешки или фигуры на доску может караться выдачей оппоненту временно́го бонуса и возвратом к последней правильной позиции, однако правило о дискредитации игры в шахматы в этом случае может привести к более строгому наказанию нарушителя, вплоть до присуждения ему поражения.

## История
Мошенничество в шахматах возможно могло иметь место ещё около 600 года н. э. Предположительно оно становилось причиной смертей. Так, согласно легенде, ссора из-за мошенничества привела к тому, что король Кнуд Великий убил датского дворянина.

### Автоматоны
В отличие от современных методов мошенничества, когда игроки используют вычислительные мощности компьютеров, чтобы делать ходы, в XVIII и XIX столетиях публика неоднократно бывала обманута спрятанными в машинах людьми, которые делали ходы вместо автоматов. Первыми и наиболее известными автоматонами с мистификацией были The Turk (1770), Ajeeb (1868), и Mephisto (1886).

## Распространённые способы

### Соглашение о результате
В течение многих лет выдвигались бесчисленные обвинения в сговоре между соперниками. Соглашение могло касаться намеренного поражения одного игрока, чтобы позволить другому выполнить нормы и получить шахматный титул, а могло заключаться в договорной ничьей, которая улучшала положение обоих на турнире.
Исследователи из Вашингтонского университета в Сент-Луисе заявили, что советские шахматисты могли договариваться о результатах на мировых чемпионатах, состоявшихся с 1940 по 1964 год. Речь в исследовании идёт о согласованных между ними ничьих в партиях друг с другом. Считается, что иногда это имело место, но есть разногласия по поводу эффективности такой тактики. В 1962—1963 годах данная тема становилась причиной скандалов в мире шахмат.
Роберт Фишер занял 4-е место на турнире претендентов 1962 и занял там 4-е место после Тиграна Петросяна, Пауля Кереса и Ефима Геллера. После турнира будущий 11-й чемпион мира опубликовал статью в Sports Illustrated, где обвинил советских гроссмейстеров в договорных ничьих, которые они якобы специально делали, мешая Фишеру выиграть турнир. Фишер резко раскритиковал систему определения чемпиона мира и в знак протеста не участвовал в претендентских циклах 1962—1964, сказав, что вернётся, только если турнир будет проходить по олимпийской системе.
В 2011 году Грег Шахад писал, что «заранее согласованные результаты чрезвычайно распространены даже на высших уровнях шахматной иерархии. Особенно справедливо это утверждение для ничьих… Существует своего рода кодекс молчания по этому поводу на высших уровнях».

### Нарушение правила «тронул — ходи»
Шахматное правило «тронул — ходи» гласит, что игрок, чья очередь делать ход, должен сходить фигурой (под фигурой здесь и далее понимается также и пешка), к которой прикоснулся, если ей есть, куда ходить. Более того, если фигура была перемещена на другую клетку и игрок отпустил её, прекратив удерживать рукой, ход должен быть признан сделанным (даже если не сделано переключение шахматных часов). Если игрок коснулся фигуры оппонента, он должен взять её, если она может быть взята. Эти правила нередко сложно соблюсти, потому что свидетелем их нарушения становится только соперник нарушителя. Однако их нарушение тем не менее признаётся мошенничеством.
Знаменитый инцидент подобного рода произошёл во время партии между Миланом Матуловичем и Иштваном Билеком на межзональном турнире в Сусе в 1967 году. Матулович сделал проигрышный ход, но затем вернул фигуру на прежнее место, сказав «J’adoube» («Я поправляю» — слово, которое по правилам должно быть сказано до того, как прикасаться к фигурам). Его оппонент пожаловался арбитру, но тот позволил оставить фактически сходившую фигуру на месте, не принудив игрока совершить ей ход. После этого инцидента к Матуловичу приклеилась кличка Жадубович («J’adoubović»).

### Использование достижений технологии
Современные технологии используются для мошенничества в шахматах несколькими способами. Впервые человек получил помощь от компьютера при игре в них в рамках эксперимента в Гамбурге в августе 1980 года. Игроки используют шахматные программы и компьютеры, особенно при игре через Интернет, играют на электронных площадках сами с собой с разных IP-адресов, добиваясь тем самым высоких рейтингов, а также используют связь для того, чтобы получать советы и помощь во время партий лицом к лицу и турниров. Впоследствии партии могут быть проанализированы специалистами, а нарушители пойманы.

### Манипуляции с рейтингом
Манипуляции с рейтингом производятся путём договорных игр (описаны выше как независимый способ мошенничества) или подделки итогов турниров. Наиболее популярный тип таких манипуляций называется sandbagging (от англ. sand bag — мешок с песком), при котором игрок намеренно проигрывает в турнирах с меньшим денежным призом для того, чтобы понизить свой рейтинг и попасть в более низкую категорию на турнире с большим призом, что означает большие шансы на победу в нём. Sandbagging трудно распознать и доказать, поэтому ФИДЕ предпринимает некоторые меры, чтобы снизить эффект от его использования, вводя ограничения на колебания рейтинга. Наиболее яркий пример сэндбэггинга — дело Александру Крисана (Alexandru Crisan), который фальсифицировал итоги турниров, чтобы получить титул гроссмейстера. В итоге он занял 33-е место в рейтинге ФИДЕ. Комиссия, расследовавшая эти махинации, рекомендовала стереть высокий рейтинг Александру и лишить его звания гроссмейстера, чего, однако, так и не было сделано.

### Синхронная игра
Не умеющий играть в шахматы игрок может набрать 50 % очков, играя на нескольких досках и повторяя ходы своих играющих белыми оппонентов против чёрных и наоборот. Фактически его оппоненты играют при этом друг с другом. Синхронная игра может «работать» против любого чётного числа соперников при условии, что играющих белыми и чёрными из них поровну. В некоторых случаях она может быть признана мошенничеством. Данный приём был применён в партиях по переписке с Александром Алехиным и Ефимом Боголюбовым, что было разоблачено ими самими, когда мэтры обсудили странные партии друг с другом. Иллюзионист Деррен Браун использовал этот трюк против 8 из 9 ведущих британских шахматистов в своём телешоу.

## Известные случаи

### За доской
Один из наиболее ранних случаев технологического мошенничества в шахматах, о котором стало известно, произошёл в 1993 году на World Open. Новичок без рейтинга, использовавший наушники и взявший себе никнейм «John von Neumann» (в честь известного учёного), достиг подозрительно больших успехов, играя с известными шахматистами. У него в кармане при этом просматривалось устройство, издававшее тихие, но отчетливые звуки в напряжённые моменты игры. Организаторы проэкзаменовали новичка и выявили, что он невежественен в шахматных вопросах, которые не мог не знать, если бы сам играл на продемонстрированном уровне. Игрок был дисквалифицирован.

На Lampertheim Open Tournament 2002 года арбитр дисквалифицировал игрока. Маркус Келлер (англ. Markus Keller) объяснил, что именно там произошло:
В шестом круге игр игрок подошёл ко мне и сказал, что подозревает своего соперника W.S. из L. в использовании посторонней помощи. Он часто уходил в туалет, особенно когда была его очередь ходить. На более ранних кругах он делал то же самое, играя с другими соперниками. Я проследил за W.S. и заметил, что после посещения туалета он делает по несколько быстрых ходов. Я последовал за ним и не услышал никаких звуков из кабинки. Я подсмотрел под дверь и увидел, что положение ног игрока в кабинке исключало использование им туалета по прямому назначению Поэтому я занял соседнюю кабинку, встал на унитаз и заглянул через стенку. Я увидел, что W.S. стоял в кабинке, держа переносной компьютер с включённой шахматной программой. Для управления ей он использовал стилус. Я тут же дисквалифицировал игрока. Он попытался возразить, что всего лишь проверял почту, но отказался передать мне компьютер для проверки. У меня есть свидетели, и мы будем просить шахматную федерацию лишить этого человека права участвовать в турнирах.
На соревнованиях HB Global Chess Challenge 2005 в Миннеаполисе, штат Миннесота, игрок был изгнан за то, что использовал мобильный телефон для связи с кем-то, очевидно, находившимся в том же здании. Использование сотовых телефонов на этом турнире было прямо запрещено, и организаторы заподозрили его в получении советов, как ходить, извне. Через шесть недель тот же игрок решил участвовать в турнире World Open и начал успешно играть на нём. Организаторы, уже знавшие про скандал в Миннесоте, попытались снять его с турнира, но, так как предыдущие нарушения не были зафиксированы, вынуждены были отступить, когда игрок пригрозил подать на них в суд.
На Subroto Mukerjee memorial international rating chess tournament 2006 индийский игрок был дисквалифицирован на десять лет за мошенничество. Шахматный компьютер с Bluetooth был спрятан в его кепке. Его сообщник находился вне здания. Шахматист был первоначально заподозрен в мошенничестве, когда организаторы соревнований заметили странные колебания его рейтинга в предыдущие полтора года. В 64 играх он набрал более 500 очков, и соперники неоднократно жаловались на него ранее. В итоге, представители индийских военно-воздушных сил обыскали наиболее результативных игроков с использованием металлодетектора. All India Chess Federation (AICF) осмотрела изъятые приспособления и наложило на шахматиста по имени Умакан 10-летний запрет на участие в турнирах. Суровое наказание вызвало некоторую критику и сравнения с другими видами спорта. Организаторы турнира, тем не менее, сравнивали мошенничество со списыванием на экзаменах и утверждали, что произошедшее стало сигналом для всех игроков о недопустимости подобного.
Во время Philadelphia World Open 2006 года Стив Розенберг (англ. Steve Rosenberg) лидировал. Победа принесла бы ему $18000. Однако, директор турнира изобличил его в использовании беспроводного передатчика. Игрок был дисквалифицирован.
В Голландской Лиге 2C 2007 года во время партии между Bergen op Zoom и AAS арбитр поймал капитана команды AAS (игравшего на доске № 6) на использовании КПК. Игрок был отстранён на три сезона.
Во время Dubai Open 2008 нетитулованный игрок из Ирана (рейтинг 2288 на тот момент) был дисквалифицирован за получение текстовых сообщений с советами, как ходить, во время игры с гроссмейстером Ли Чао. Игра транслировалась в Интернете и было объявлено, что друзья участника следили за ней, помогая ему при помощи компьютера.
На Norths Chess Club Centenary Year Under 1600 Tournament 14-летний игрок был пойман на использовании шахматной программы (причём слабой). Это был первый подобный случай в Австралии, наделавший много шуму в местном скромном по размерам шахматном сообществе.
На 39-й шахматной Олимпиаде в Ханты-Мансийске три французских игрока, все титулованные шахматные мастера, были изобличены в использовании сложной схемы, которая по плану должна была позволить им получать подсказки от удалённого компьютера и через систему условных пересадок за разные столы передавать их до конечного «потребителя» — игрока, который непосредственно играл в шахматы в этот момент. Никто другой из французской команды не знал о заговоре.
На немецком шахматном чемпионате 2011 года Кристоф Натсидис использовал шахматную программу на своём смартфоне во время игры с Себастьяном Зибрехтом. Он признался и был дисквалифицирован.
В 2012 году на Virginia Scholastic and Collegiate Championships игрок был пойман на использовании шахматной программы, замаскированной под программу, использование которой на турнире разрешалось. Он понёс наказание, жалоба была также направлена в комиссию по этике. Хотя нарушитель признался в использовании программы только на этом турнире, анализ его результатов свидетельствует о том, что он и ранее прибегал к её помощи.
В 2013 году на Cork Congress Chess Open 16-летний игрок был уличён в использовании смартфона. Поймал его на этом его оппонент Габриэль Мирца, которому для этого пришлось выбить дверь туалетной кабинки и вытащить нарушителя из неё силой. В результате нарушитель был отстранен от участия в турнирах ICU (Ирландского шахматного союза) на 4 месяца. Мирца же был отстранен от участия в турнирах ICU на 10 месяцев за действия, «ухудшающие репутацию организации». Мирца заявил, что гордится тем, что он сделал..
В апреле 2015 грузинский гроссмейстер Гайоз Нигалидзе был снят с Dubai Open Chess Tournament за использование шахматной программы на смартфоне во время уединения в туалете, потом лишён статуса гроссмейстера и дисквалифицирован на три года.
В октябре 2024 года румынский гроссмейстер Кирилл Шевченко был снят с командного чемпионата Испании из-за того, что использовал смартфон в туалете.